# Ceratosolen moderatus
Ceratosolen moderatus är en stekelart som beskrevs av Wiebes 1963. Ceratosolen moderatus ingår i släktet Ceratosolen och familjen fikonsteklar. Inga underarter finns listade i Catalogue of Life.